# Schmetterlingsmine

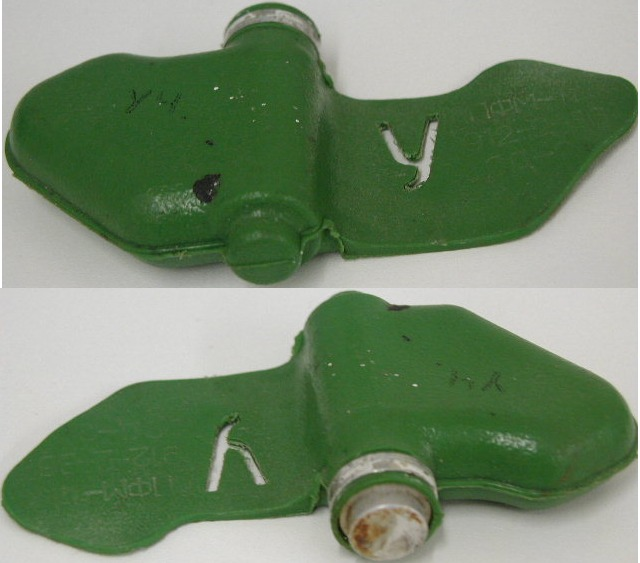
2-Seitenansicht der sowjetischen Antipersonenmine PFM-1; Beide Modelle zeigen Unterrichtsmunition, gekennzeichnet durch das ausgestanzte kyrillische U

Schmetterlingsmine ist der Trivialname für kleine Antipersonenminen, die von Flugzeugen, Raketen oder Artilleriegranaten aus abgeworfen werden. Meist handelt es sich dabei um Streumunition. Die Bezeichnung dieser Mine rührt von den aerodynamischen Flächen her, die den Fall der Mine bremsen und ihre Ausbreitung über ein großes Gebiet begünstigen sollen.

## Bekannte Modelle
Die deutsche Splitterbombe SD 2 aus dem Zweiten Weltkrieg und deren US-amerikanischer Nachbau M83 werden als Schmetterlingsbombe bezeichnet. Mit dem entsprechenden Zünder ausgestattet, konnten sie als luftverlegte Antipersonenmine eingesetzt werden.
Besonders bekannt ist das amerikanische Modell BLU-43/B „Dragontooth“, das zuletzt im Vietnamkrieg eingesetzt wurde. Es hat keinen Selbstzerstörungsmechanismus, aber der Sprengstoff wird nach unbekannter Zeit inaktiv. Zünder und Detonator sind jedoch praktisch unbegrenzt funktionsfähig.
Die sowjetische Mine PFM-1 bzw. PFM-1S (gleiches Modell mit Selbstzerstörungsmechanismus nach 24 Stunden) ist ein fast exakter Nachbau der amerikanischen BLU-43/B und wurde vor allem im Afghanistankrieg verwendet.

## Räumung
Schmetterlingsminen liegen mehr oder minder sichtbar an der Erdoberfläche und sind so, auch wegen ihres Metallanteils, eventuell leichter als andere Minen zu finden. Allerdings sind die Minen in der Regel durch Vegetation oder Schlamm verdeckt, die Tarnfarbe und die unregelmäßige Form erschweren das Entdecken zusätzlich. Seit 2018 ist ein Verfahren bekannt, das mit Hilfe von Drohnen und Infrarotkameras die Minen aufspürt. Die Minen lassen sich durch den Überdruck einer militärischen Räumladung flächig zünden und so unschädlich machen. Da der Umgang mit den Minen extrem gefährlich ist, müssen sie an Ort und Stelle gesprengt werden.

## Humanitäre Aspekte
Die Waffen sind auf den ersten Blick nicht als solche erkennbar. „Sie sehen harmlos wie Spielzeug aus.“ Gerade Kinder heben die Minen in Unkenntnis der Gefahren auf und können getötet oder erheblich verstümmelt werden.
Da die Minen sich je nach Wind und Abwurfhöhe über weite Flächen verteilen, ist eine genaue Eingrenzung der von diesen Minen betroffenen Gebiete sehr schwierig. Gebiete, in denen diese Minen abgeworfen wurden, sind unter anderem: Vietnam (durch die USA), Afghanistan, Armenien, Aserbaidschan (durch die Sowjetarmee), Irak (gegen die Kurden im Norden), Somalia sowie die Ukraine (durch die russische und ukrainische Armee 2022).